# Philharmonie Brainport
De Philharmonie Brainport, voorheen Philips Harmonie, is een harmonieorkest uit Eindhoven. Het orkest is op 8 juni 1911 opgericht als bedrijfsorkest van elektronicaconcern Philips. Tot 2025 was de harmonie nauw verbonden met het Philipsconcern. Het als Philips Harmonie, nu Philharmonie Brainport, bekendstaande orkest is feitelijk onderdeel van een stichting met de naam Stichting Philips' Harmonie.

## Historie
Tot in de jaren tachtig van de twintigste eeuw bestond het bedrijfsorkest uitsluitend uit mannelijke Philips-medewerkers. Onder ander door Operatie Centurion, waarbij een aantal Philipsactiviteiten vervreemd werden, maar ook om praktische redenen werd de eis dat men bij Philips werkzaam moest zijn losgelaten. Sinds 1992 maken ook vrouwen deel uit van het orkest.
De meeste muzikanten zijn (gevorderde) amateurs, maar ook enkele professionele muzikanten of conservatoriumstudenten maken deel uit van de Philips Harmonie. Een typisch jaarprogramma bevat een tiental optredens die zeer divers van aard kunnen zijn. Denk daarbij aan avondvullende concerten met licht klassiek en/of populair repertoire, begeleiding van professionele zangers, koren of instrumentalisten, goodwill optredens, educatieve concerten, deelname aan internationale muziekevenementen; maar ook marsoptredens bij sportwedstrijden (bijvoorbeeld bij wedstrijden van voetbalclub PSV), feestelijke gebeurtenissen of herdenkingen.
De harmonie heeft haar reputatie gebouwd op de visie dat een zo divers mogelijke inzetbaarheid onder de best bereikbare muzikale leiding zal leiden tot het hoogst haalbare niveau en een zo breed mogelijk publiek. In 2012 is de slogan 'Verrassend en Vernieuwend' als principe geadopteerd.
Op 13 november 2011 werd tijdens het Verjaardagsconcert ter gelegenheid van de 100e verjaardag van het orkest door de burgemeester van Eindhoven bekendgemaakt dat aan de Stichting Philips' Harmonie de Koninklijke Erepenning is toegekend.
Op 12 januari 2025 werd bekendgemaakt dat het orkest verdergaat onder de naam Philharmonie Brainport (zie hieronder).

## Kleine Staf - Brass and Percussion Band - Philips Brass
Omdat de gewenste bezetting bij marsoptredens afwijkt van die voor podiumconcerten werd een aanvullende groep muzikanten toegevoegd aan de Harmonie. Deze groep, bestaande uit tamboers en koperblazers, werd 'Kleine Staf' genoemd. De Kleine Staf groeide in de loop van de jaren uit tot een zelfstandig orkest, inclusief melodisch slagwerk en uitgebreide koperbezetting, dat onder de naam Brass and Percussion Band zelfstandig optredens verzorgde. De muzikale leiding van André Willems speelde hierbij een sleutelrol. In de jaren 90 werd de naam van dit deelorkest nogmaals aangepast tot Philips Brass.
Tijdens de Algemene Ledenvergadering van 10 juli 2017 nam het Harmonie-orkest afscheid van de leden van Philips Brass, die zelfstandig verdergingen onder de naam Lichtstad Brass. Op het moment van verzelfstandiging stond Philips Brass onder de muzikale leiding van Koen Wijnen.

## Philips Harmonie wordt Philharmonie Brainport
Na 114 jaar heeft oprichter en hoofdsponsor Philips haar relatie met het voormalig bedrijfsorkest beëindigd. Daarom heeft het bestuur van de stichting besloten de naam van het orkest aan te passen. Op zondag 12 januari 2025, tijdens het Nieuwjaarsconcert, heeft de burgemeester van Eindhoven en voorzitter van de Stichting Brainport, de heer Jeroen Dijsselbloem, de nieuwe naam onthuld: Philharmonie Brainport. Het eerste gedeelte van de nieuwe naam is gevormd door een samenvoeging van de woorden Philips en Harmonie, en doet daarmee recht aan het verleden. Tevens staat het begrip philharmonie voor liefde voor muziek. De toevoeging Brainport duidt op de essentiële relatie van het orkest met de regio Eindhoven.

## Muzikale leiding
Harmonieorkest

Eerste (of Chef)dirigenten:

1911 - 1913 Jos Rijken

1913 - 1951 Cees vd Weijden

1951 - 1975 Freek H. Schorer

december 1975 - mei 1977 J-P Laro

mei 1977- 1978 P. Swinkels

1978 - april 2008 Pierre Kuijpers

april 2008 - heden Matty Cilissen
Tweede dirigenten:

1950 - 1973 Jan Flipse

1954 - 1958 Jan van der Peet

1973 - 1977 Piet Swinkels

1989 - 1998 Hardy Mertens
Kleine Staf - Brass and Percussion Band - Philips Brass

1951 B. vd Voorde

1973 Thieu Hoenen

1975 - 1981 P. Swinkels

1981 - juni 2014 André Willems

juni 2014 tot na verzelfstandiging (juli 2017) Koen Wijnen

## Speelhistorie
De Philips Harmonie heeft een rijke historie aan optredens en projecten. Kwaliteit stond direct hoog in het vaandel, want een jaar na de oprichting (1911) nam het orkest al deel aan een concours te Zaltbommel (2 mei 1912). Dankzij het multinationale karakter van de Philips- onderneming speelden buitenlandse optredens vroeg een belangrijke rol, en vele leden maakten hun eerste buitenlandse reis onder de vlag van de Philips Harmonie. Ook de pioniersrol van Philips op het gebied van radio, televisie, plaat- en cd-opnames liet zijn sporen na. Zo verzorgde het orkest in de jaren 1920-1940 reeds diverse radio-uitzendingen, en nam de Philips Harmonie al in 1985 een cd op: slechts twee jaar na de introductie van het medium.
Vooral in de decennia na de Tweede Wereldoorlog liep de agenda vol, een doorsnee jaar kon wel 50 (!) optredens tellen. Behalve uit concertante uitvoeringen bestond een relatief groot deel van de optredens in die jaren uit het opluisteren van officiële momenten binnen het Philips concern, maar ook bij voetbalwedstrijden van de 'eigen' club PSV, en bij wedstrijden van het Nationale Elftal was de Philips Harmonie vaak aanwezig. Vele optredens vonden op uitnodiging plaats. De laatste decennia omvat de agenda van de Philips Harmonie zo'n 10 tot 20 evenementen per jaar.
Locaties en evenementen

In meer dan 100 jaar heeft de Philips Harmonie duizenden keren gemusiceerd. Het is ondoenlijk om daarvan een uitputtend overzicht te geven. Desondanks volgt hier opsomming van opmerkelijke locaties en gelegenheden waarbij de Philips Harmonie aantrad.
1913 Wereldtentoonstelling van 1913 Gent

1928 Concertgebouw, Amsterdam; onderdeel van de eerste radio-uitzending naar Indonesië (Radio Kootwijk)

1930 - 1935 Concerten te Aken, Antwerpen, Brussel, Amsterdam, Rotterdam, Den Haag, Utrecht

1937 Diverse rechtstreekse radio-uitzendingen

1939 Concertreis Lille, Roubaix

1947 Radio-concert

1948 Radio-concert

1951 Concertreis Luxemburg

1952 Internationaal concours Vichy

1955 Concertreis Duitsland en Oostenrijk

1956 Concert Mülheim a/d Ruhr

1957 Verzorgen verjaardagsdefilé van Koningin Juliana op Paleis Soestdijk; Concertreis België

1958 Wereldtentoonstelling Brussel Expo 58; Concertreis Oostenrijk: o.a. rechtstreekse televisie-uitzending van het concert in de Wiener Stadthalle

1960 Concertreis Oostenrijk

1964 Concerten in Hamburg en Aken

1965 Concertreis Noord-Italië (o.a. San Marcoplein, Venetië en de Arena van Verona)

1966 Opening Evoluon, Eindhoven

1967 Concertreis Oostenrijk

1968 Deelname Polizeisportfest Hamburg

1969 Concerten in Wenen en Brussel

1970 Internationaal concours Vichy; concerten Antwerpen, Düsseldorf en Differdingen

1971 Concerten in Hechtel, Düsseldorf en Brussel

1972 Concerten in Düsseldorf, Leuven en Rheinhausen

1973 Concert Düsseldorf

1974 Zwitserland

1976 Internationaal concours Vichy

1977 Concertreis Luxemburg

1978 Concertreis Oostenrijk

1979 Televisieoptreden Heusden (uitgezonden door de NOS)

1980 Opening Philips HQ Luxemburg

1983 Concertreis Denemarken

1984 Concertreis Oostenrijk en Duitsland

1985 Deelname Taptoe Breda, concert Duisburg

1986 Concertreis Oostenrijk, Italië, Zwitserland

1987 Concertreis Oostenrijk

1988 Deelname festival Angers

1990 Concertreis Zwitserland en Noord-Italië (oa. Venetië)

1992 Concertreis Zwitserland

1993 Internationaler Wettbewerb für Unterhaltungsmusik (St. Gallen): winnaar 

1994 Concertreis Spanje (o.a. opluisteren voetbalwedstrijd FC Barcelona (Camp Nou))

1995 Opnieuw deelname aan het Internationaler Wettbewerb in St. Gallen, en opnieuw winnaar

1996 Concertreis Oostenrijk

1998 Concert Luxemburg

1999 Concertreis Zwitserland

2000 Concertreis Oostenrijk

2001 Concertreis Oostenrijk en Zwitserland

2003 Concertreis China: concerten in Beijing (Grote Hal van het Volk, uitgezonden op Nationale Televisie China), Nanjing, Yangzhou, Changzhou, Shuzhou, Shanghai

2004 Concertreis Zwitserland en Oostenrijk

2005 Concert Mersch (Luxemburg)

2005 - 2008 Benefietconcerten Liliane Fonds

2007 Concertreis Duitsland, Zwitserland, Oostenrijk, Italië

2013 Deelname Festival Bad Schlema (Duitsland)

2016 Concert Promenadenkonzert Innsbrück (Oostenrijk)

2017 Deelname Princely Tattoo Liechtenstein

2018 Bijdrage Onthulling Gedenkmonument MH17 (Vliegbasis Eindhoven)

2020 Ode aan de Zorg, concert in het Philips Stadion, aangeboden aan 300 zorgmedewerkers tijdens de Corona-lockdown

2023 Live televisie-optreden in het kader van een benefietconcert voor de slachtoffers van de aardbeving in Syrië en Turkije

2023 Concertreis Italië

2024 Medewerking aan negen shows Groots met een zachte G, van Guus Meeuwis (35.000 bezoekers per avond)
Repertoire

De Philips Harmonie heeft, door haar relatie met Philips maar ook dankzij de voortdurende betrokkenheid van (componerende) topdirigenten (met name Hardy Mertens), vele werken in première gebracht. Deze composities variëren van marsen tot uitgebreide symfonische werken. Uiteraard is ook voortdurend geput uit bestaande literatuur, zowel arrangementen als originele blaasmuziekcomposities. Een volledig overzicht van alle gespeelde werken kan hier niet gegeven worden. Zo'n lijst met naar schatting meer dan 3000 werken zou veel te uitgebreid zijn, en bovendien zijn de in de eerste decennia gespeelde stukken niet eenvoudig te achterhalen.

De aard van de Philips Harmonie, met aan de ene kant de opdracht om als bedrijfsorkest acte de présence te geven, en aan de andere kant de vrijheid om zelf concerten te organiseren heeft geleid tot een brede ervaring op muzikaal gebied. De Philips Harmonie is als een van de weinige orkesten in staat om marsoptredens te combineren met avondvullende concerten, met zogenaamd licht dan wel serieus repertoire, en steeds op het hoogste niveau. De laatste jaren wordt steeds vaker de samenwerking met andere musici opgezocht.
Enkele gedenkwaardige muzikale hoogtepunten van de laatste jaren waren:

Xenia Sarda en diverse andere werken onder leiding van de componist Hardy Mertens

Four and Family en Build up the Band (concourswerken) onder leiding van de componist/arrangeur/bandleider Koos Mark

Carmina Burana - Première van de geautoriseerde bewerking, in het bijzijn van de weduwe van de componist Carl Orff

Avondvullend concert in een uitverkochte Grote Hal van het Volk, Beijing, uitgezonden door China Central Television

West Side Story - Complete, geënsceneerde uitvoering

Berceuse (uit Jocelyn, Godard), staand optreden in het Klooster van Montserrat (Catalonië)

Armenian Dances onder leiding van de componist Alfred Reed

Symfonie 4 'Symphonie Der Lieder' onder leiding van de componist Johan de Meij

Benefietconcert ten behoeve van de slachtoffers van de aardbeving in Syrië en Turkije: samenwerking met diverse musici uit het Midden-Oosten, waaronder het ensemble Music from the Orient

Muzikale bijdrage en deelname aan de show bij de negen laatste concerten 'Groots met een zachte G', door Guus Meeuwis, in het Philips Stadion, waarmee 9 x 35.000 = 315.000 bezoekers werden bereikt.